# Tucquegnieux
Tucquegnieux (Aussprache [tykɲø]) ist eine französische Gemeinde mit 2.434 Einwohnern (Stand: 1. Januar 2022) im Département Meurthe-et-Moselle in der Region Grand Est (bis 2015 Lothringen). Sie gehört zum Arrondissement Val-de-Briey und ist Mitglied im Gemeindeverband Communauté de communes Cœur du Pays-Haut. Die Einwohner werden Tucquenois und Tucquenoises genannt.

## Geografie

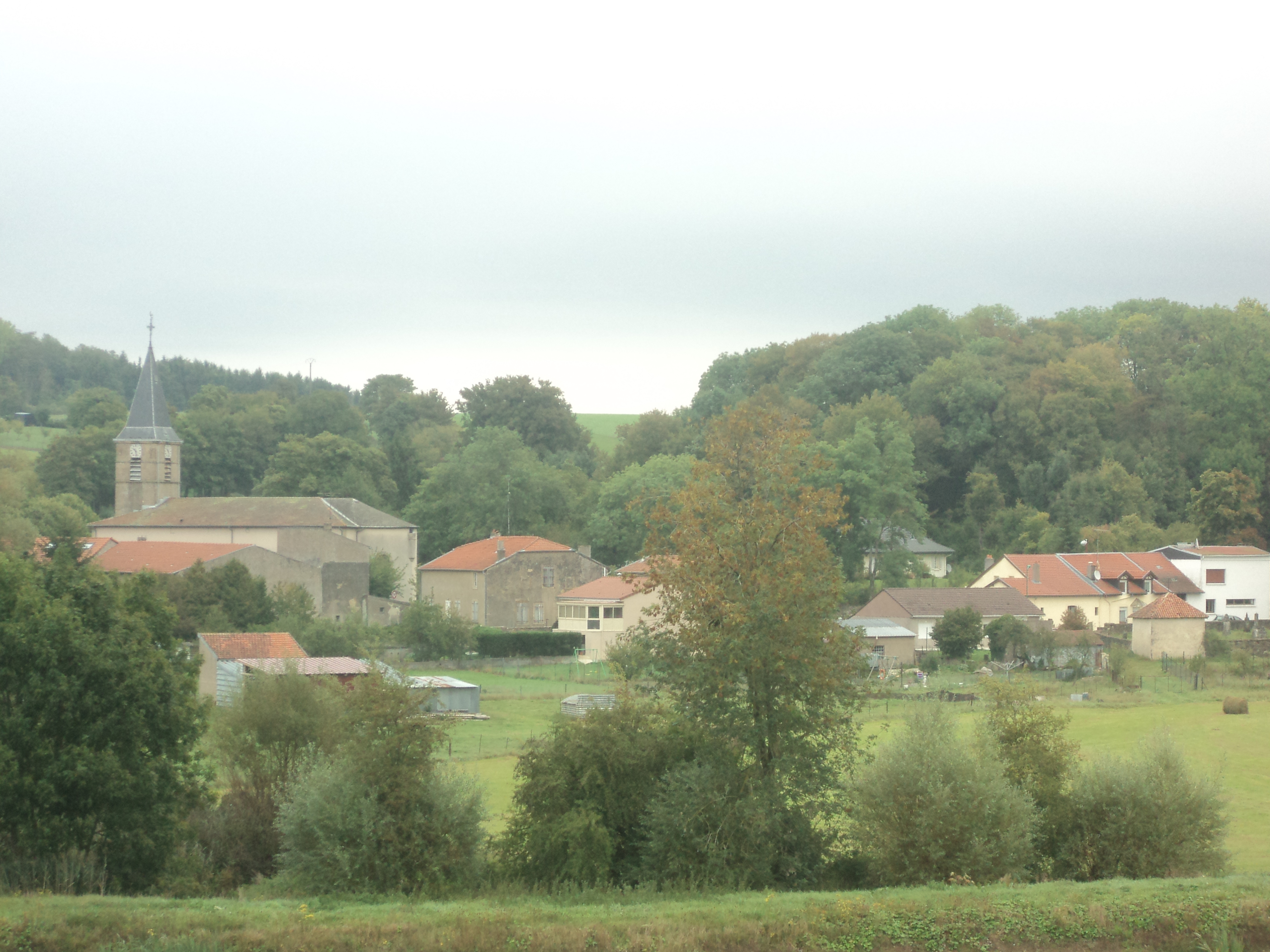
Blick auf die Gemeinde

Tucquegnieux liegt etwa sieben Kilometer nordwestlich von Val de Briey. Umgeben ist Tucquegnieux von den Nachbargemeinden Anderny und Sancy im Norden, Trieux im Nordosten, Avril und Bettainvillers im Osten, Val de Briey im Südosten und Süden, Anoux im Südwesten sowie Mairy-Mainville im Westen. Das Gemeindegebiet wird vom Fluss Woigot durchquert.

## Geschichte
Als verschlafenes Nest führte der Ort ein Schattendasein, bis die Eisenvorkommen Ende des 19. Jahrhunderts entdeckt wurden. Mit dem beginnenden 20. Jahrhunderts wurden Erträge aus den Minen erzielt. Noch in den 1960er-Jahren erlebte der Ort einen Aufschwung wegen der Minen, der dann aber durch die immer geringeren Erträge in einen Niedergang mündete. So ging die Einwohnerzahl von 1962 bis 2012 etwa auf die Hälfte zurück.

### Bevölkerungsentwicklung
| Jahr      | 1962 | 1968 | 1975 | 1982 | 1990 | 1999 | 2006 | 2012 | 2019 |
| Einwohner | 5440 | 4842 | 3911 | 3367 | 3017 | 2726 | 2649 | 2565 | 2438 |

## Sehenswürdigkeiten
- Pfarrkirche Notre-Dame-de-l’Assomption, 1832 erbaut
- Neuapostolische Kirche
- Kapellen Sainte-Barbe aus dem 20. Jahrhundert, Friedhofskapelle aus dem 19. Jahrhundert
- Ruinen der Burg Brabant aus dem 16. Jahrhundert
- Gutshof Sainte-Mathilde, 1564 erbaut, seit 1994 als Monument historique klassifiziert
- Ehemaliges Beinhaus aus dem 17. Jahrhundert, seit 1987 als Monument historique eingeschrieben
- Schloss Saint-Delis aus dem 17. Jahrhundert
- Ehemaliges Rathaus
- Waschhaus

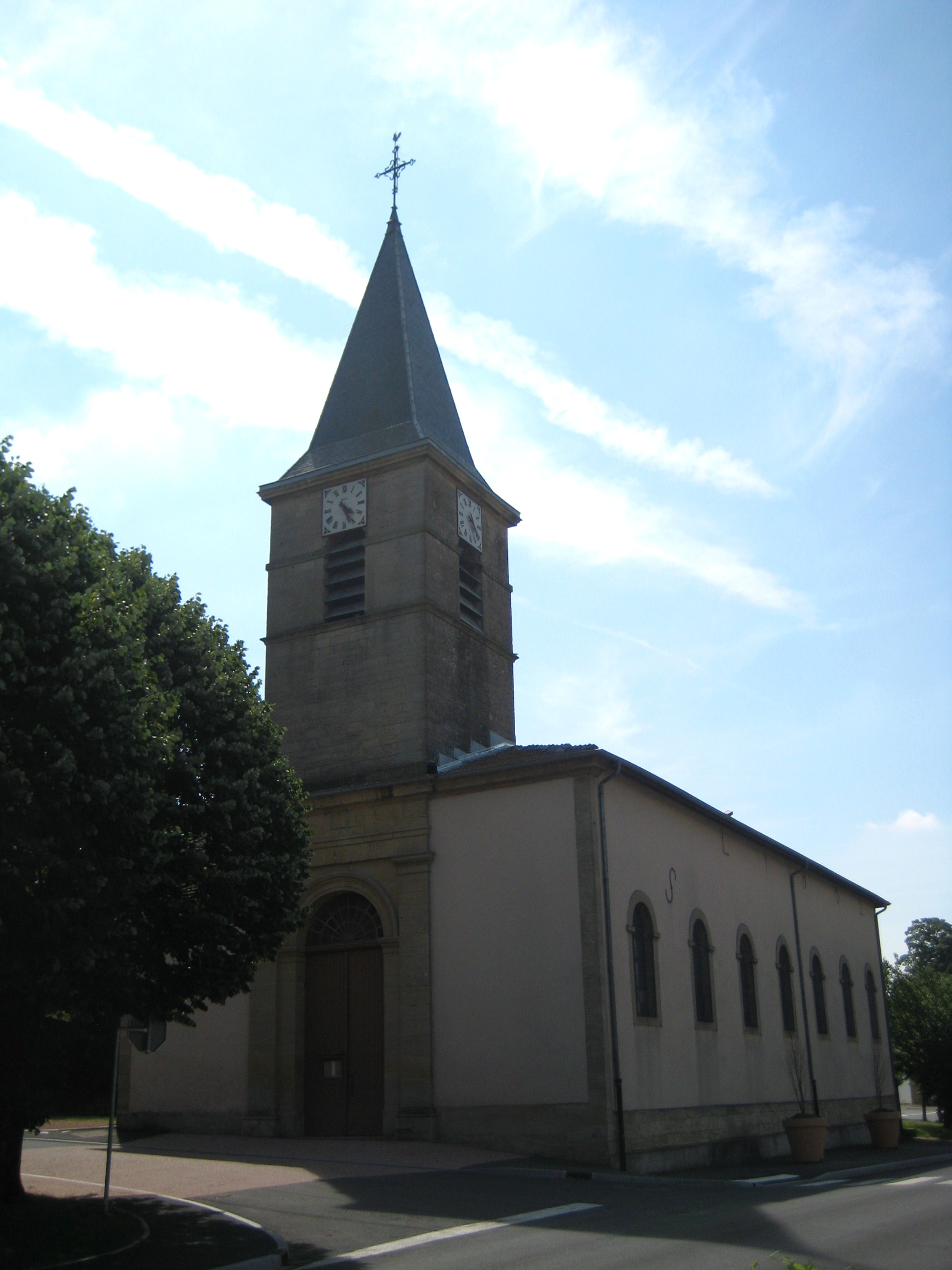
Pfarrkirche Notre-Dame-de-l’Assomption
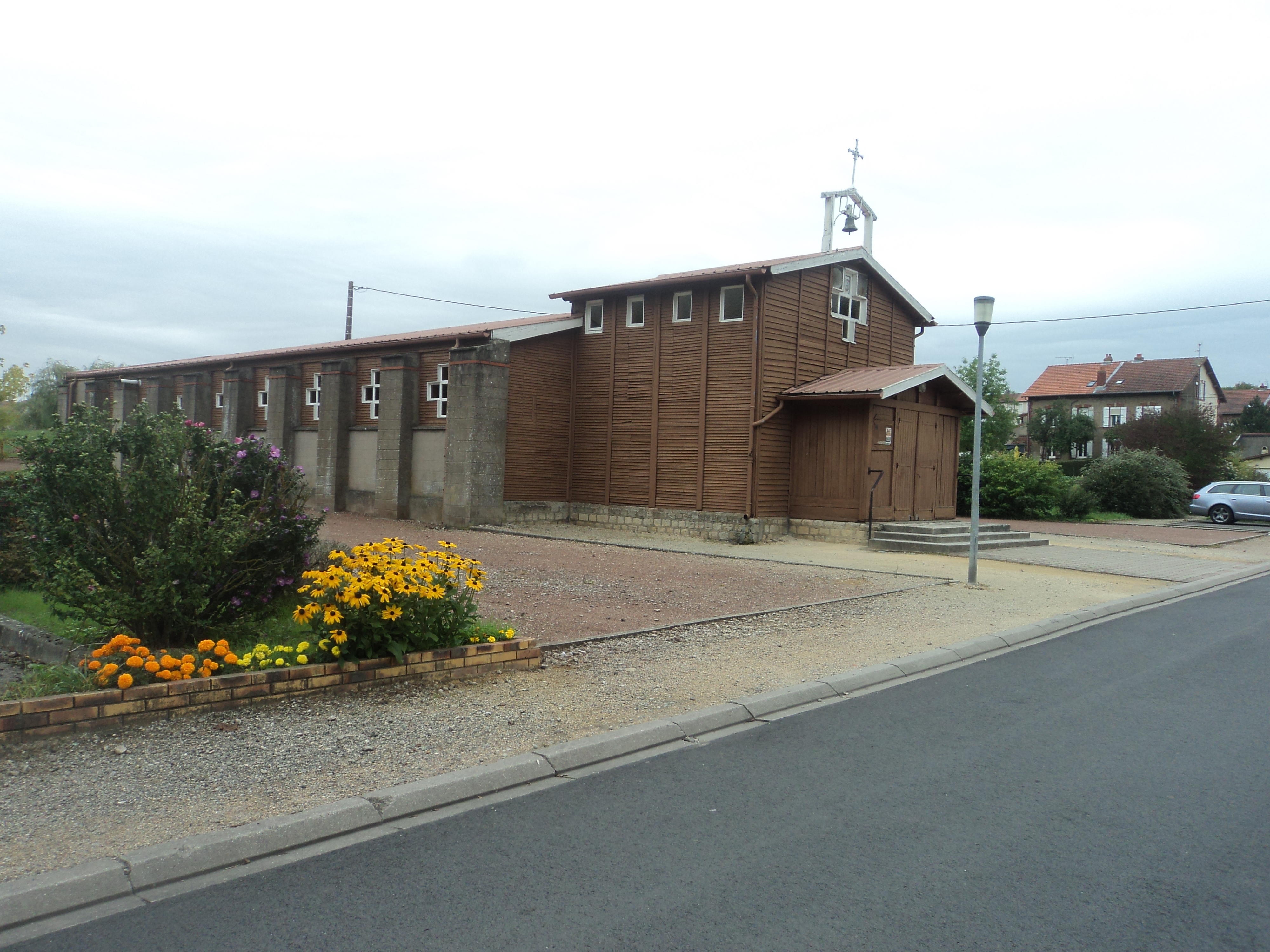
Kapelle Sainte-Barbe
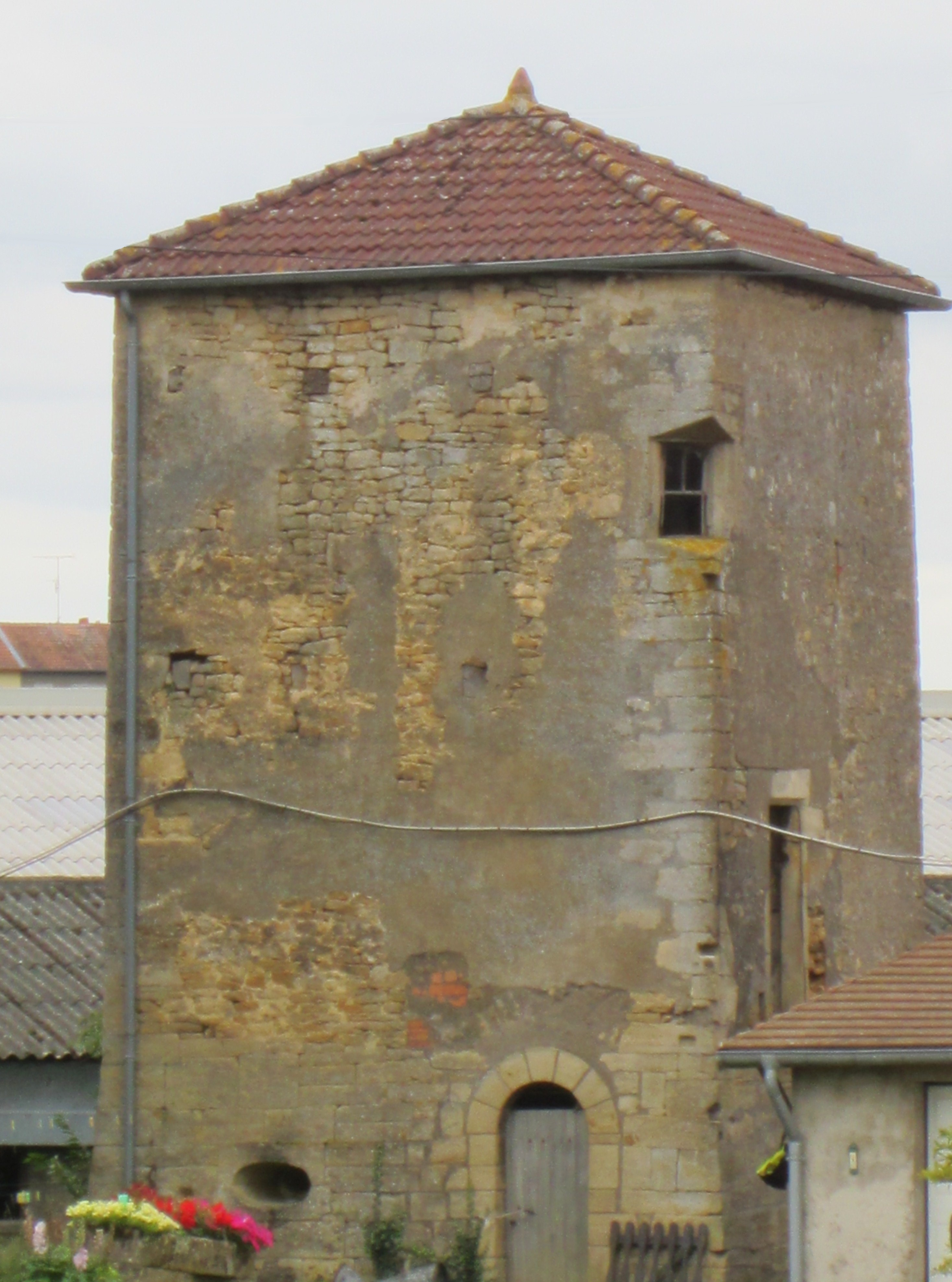
Burg und Hof Brabant
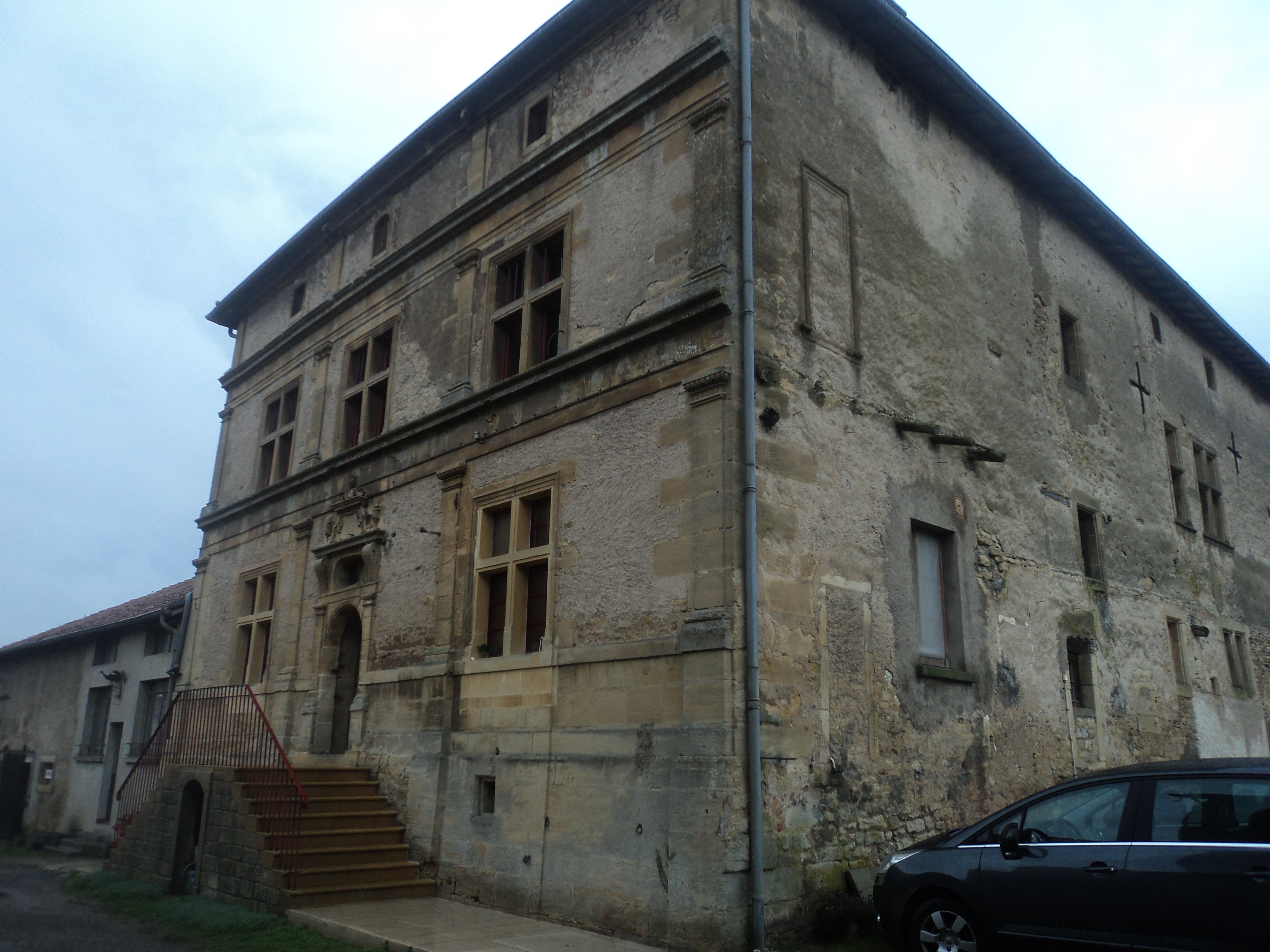
Gutshof Sainte-Mathilde
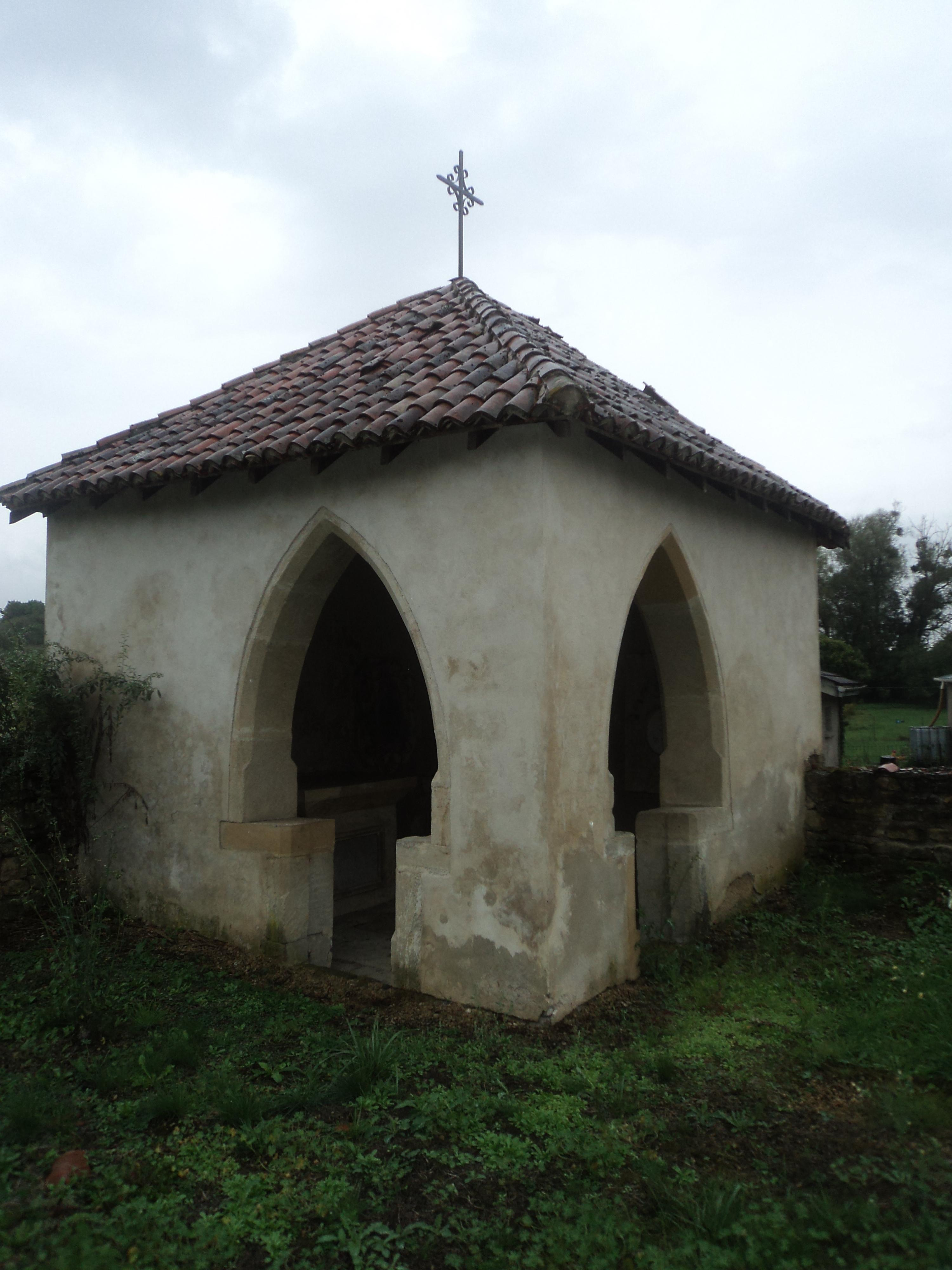
Ehemaliges Beinhaus
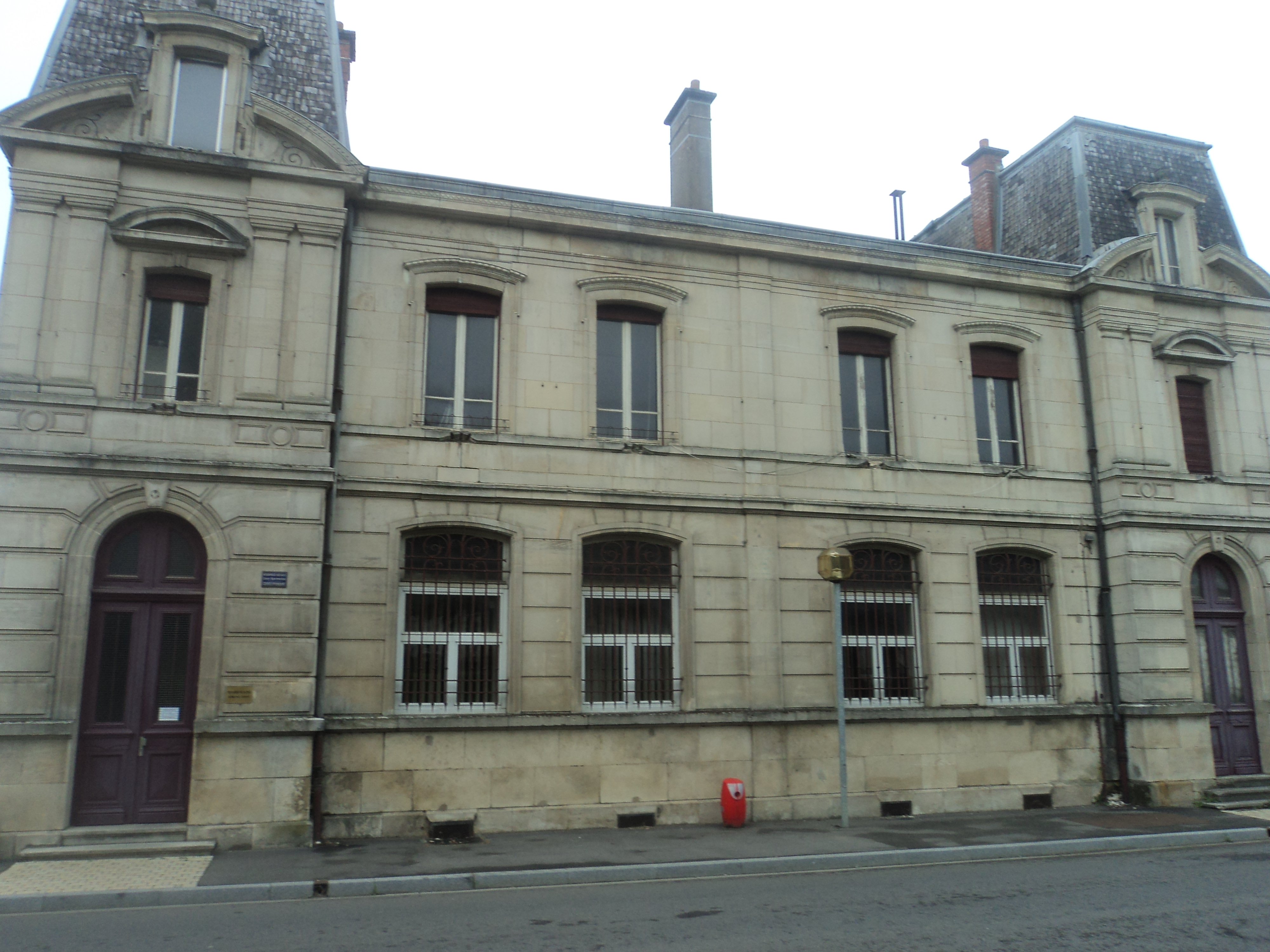
Ehemaliges Rathaus